# Epactoides viridicollis
Epactoides viridicollis là một loài bọ cánh cứng trong họ Bọ hung (Scarabaeidae).